# Rue Lesage (Reims)
Pour l’article homonyme, voir Rue Lesage.
La rue Lesage est une voie de la commune de Reims, située au sein du département de la Marne, en région Grand Est.

## Situation et accès
La rue Lesage appartient administrativement au Quartier Laon Zola - Neufchâtel - Orgeval à Reims elle longe la voie de chemin de fer entre la gare de Reims et l'est de la ville ; elle est est/ouest en légère courbure vers le nord.

## Origine du nom
Elle porte le nom d'Étienne Lesage (1815-1868), ouvrier tisserand puis chef d’entrepris. On lui attribue l’origine du succursalisme.

## Historique
Ancienne « rue de Saint-Étienne » elle prend sa dénomination actuelle en 1873.

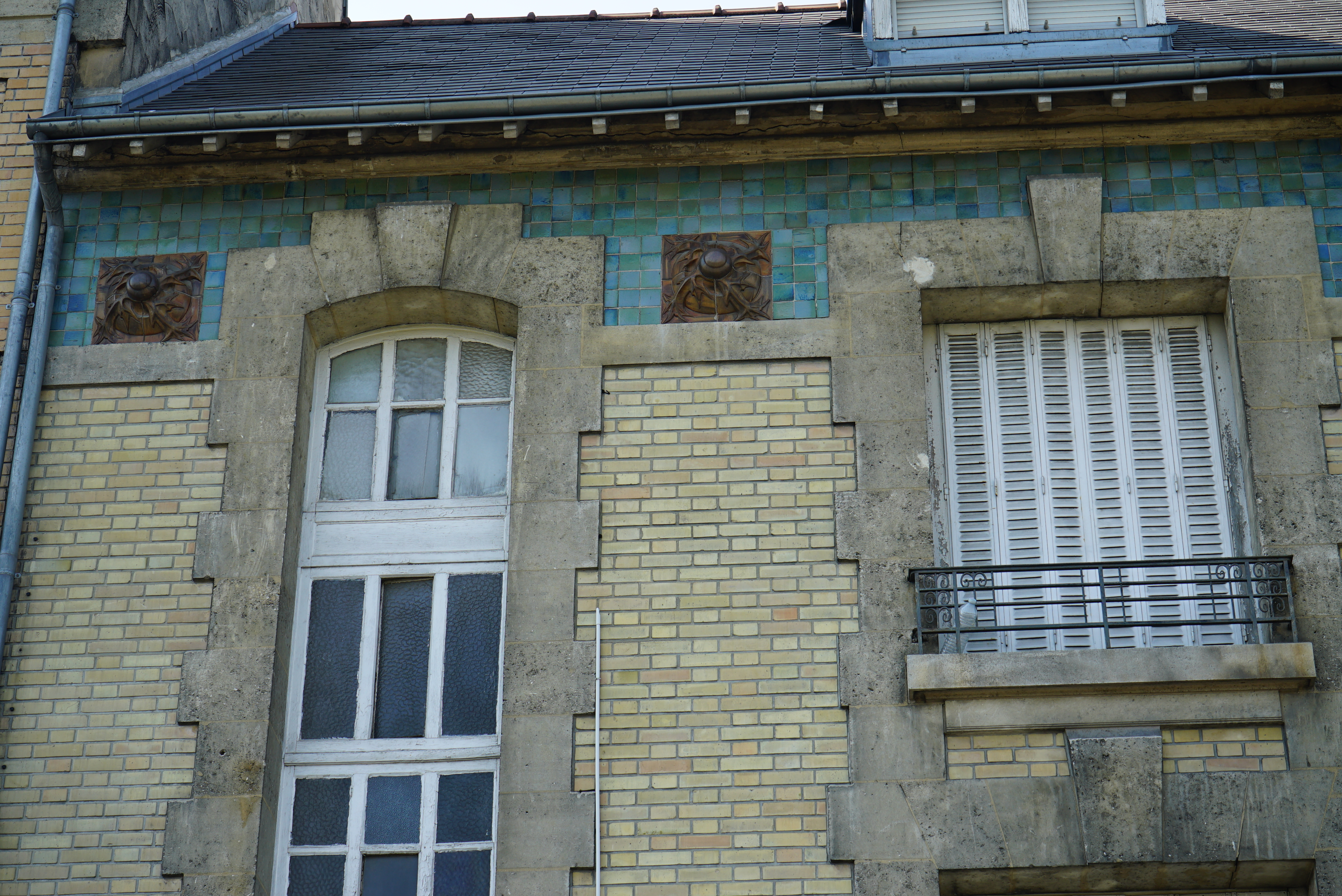
Sur la façade du trois, architectes Edmond Herbé et Maurice Deffaux.
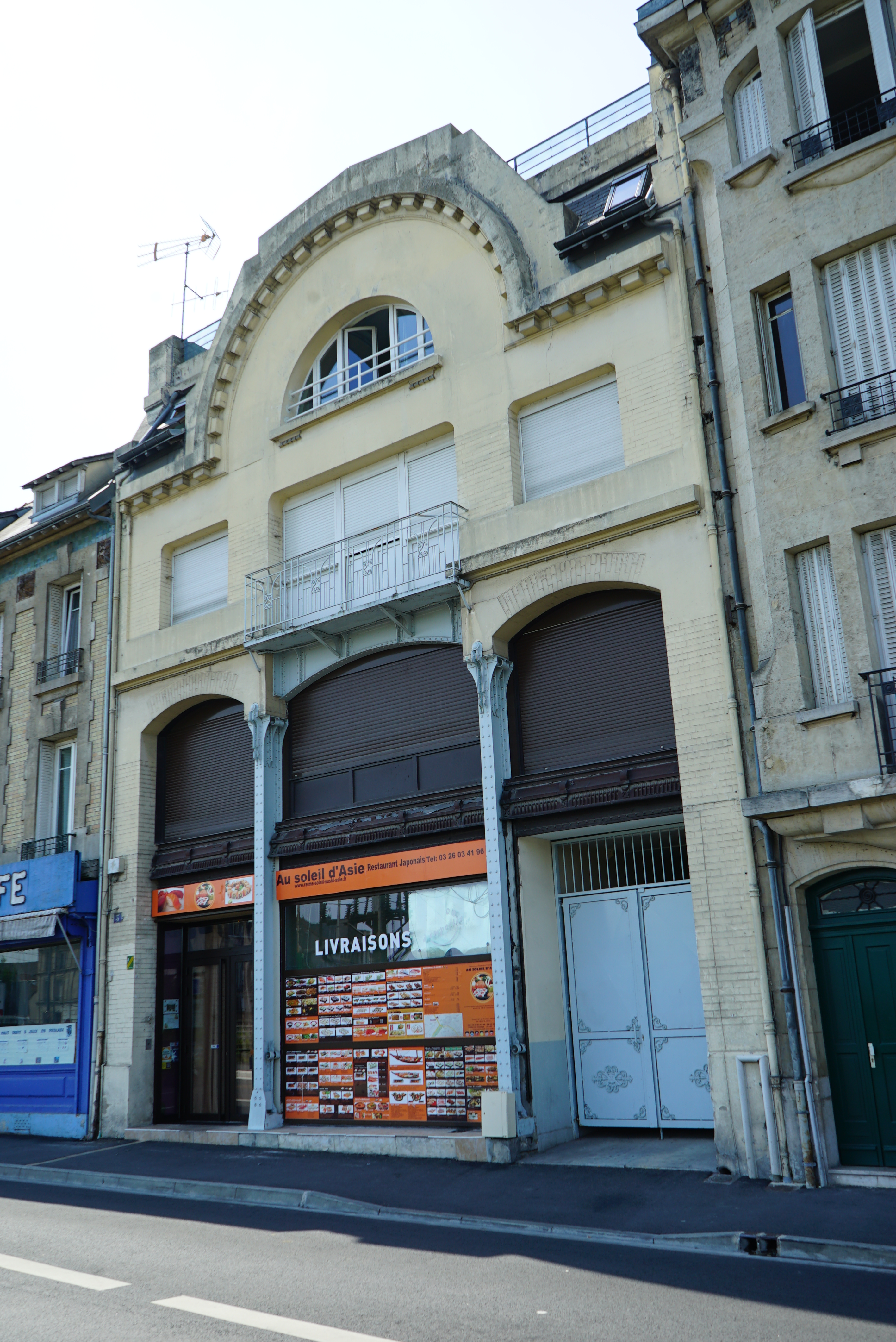
Le 3bis rue Lesage.
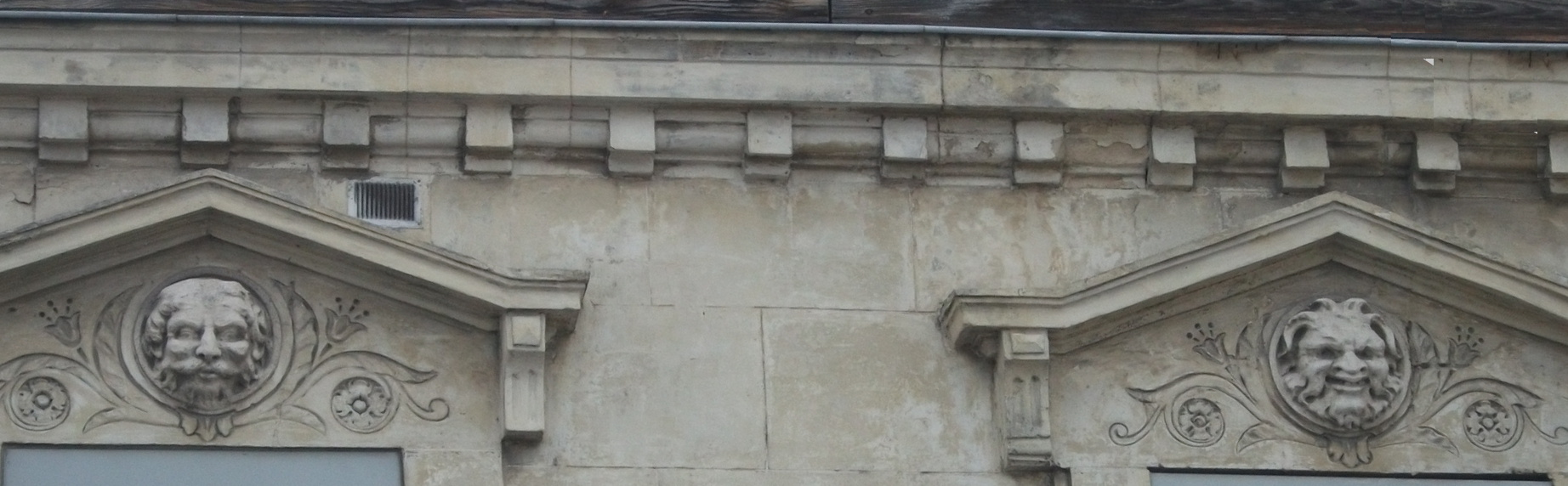
Sur la façade du 43.

## Bâtiments remarquables et lieux de mémoire
- Le 161, appartenant alors à Fernande Mondet. Le 28 décembre 1943, la Gestapo fait irruption tandis qu'Edgard Potier et son radio, Conrad Lafleur, tentent d'entrer en communication avec Londres. Conrad Lafleur abat l'un des agents et en blesse deux autres. Ils parviennent à s'échapper. Fernande Mondet est arrêtée et déportée à Ravensbrück où elle meurt le 30 juin 1944[1],[2].